# ヤコウガイ
ヤコウガイ（夜光貝）、学名：Turbo marmoratus は、古腹足目リュウテン科に分類される巻貝の一種。インド太平洋のサンゴ礁域に生息する大型の巻貝である。重厚な殻の裏側に真珠層があり、古くから螺鈿細工の材料として利用されてきた。その名前から、夜に光ると思われることがあるが、貝自体は発光しない。産地では食用にも利用される。

## 名称
ヤコウガイは古代「夜久貝」・「夜句貝」・「益救貝」・「屋久貝」などと称されていた。これらのような表記は、交易品としての需要が高まった9世紀以降の資料に多い。「ヤク」の呼称が現在の屋久島を指すようになったのは7世紀以降であるが、分布の北限である屋久島とヤコウガイの呼称は直接結びつかない。しかし7世紀初期以前の「ヤク」は奄美地域を含む広大な範囲を示す言葉であったと考え、その時代の「ヤク」を以て「ヤクガイ」の名前が成立したとする見解もある。なお「夜光貝」はヤクガイの当て字の一つであり、ここから「ヤコウガイ」という読みが生じた可能性がある。
ヤコウガイの奄美群島の地域名称は、「ヤクゲー」、「ヤッコゲ」、沖縄・先島諸島での地域名称は「ヤクゲー」、「ヤクンガイ」である。

## 特徴
ヤコウガイはオーストラリアのダイオウサザエと並び、リュウテン科で最大の貝である。成体の重さは2kgを超え、大きなものは直径20cm以上に達する。殻は開口部の大きさに比して螺塔（）が低い。数列の竜骨突起が発達するが、連続せずに瘤状に分離することもある。殻表面は滑らかで、個体によっては成長肋が目立つ。殻表全体は暗緑色を呈し、赤茶色の斑点を有している。殻の内側は青色から金色を帯びた真珠光沢である。他のサザエの仲間同様、石灰化した厚手の蓋を持つ。

## 生態
熱帯から亜熱帯域のインド - 太平洋区に分布する。日本近海では屋久島・種子島以南のあたたかい海域に生息する。生息域は水深30m以浅の比較的浅い水路や岩のくぼみであり、砂泥質の海底には認められない。基本的に夜行性で、餌は海藻など。雌雄の判別は外見からは不可能である。繁殖活動は冬場を除き一年中みられ、大潮の前後におこなわれる。メスが緑色の卵子を、オスは白い精子を放出する。稚貝は3年で70mmほどに成長する。

## 用途
日本では、軟体部は刺身、寿司、海鮮丼などの具にされる。食感はコリコリしているが、柔らかい部分もあり、色も白い部分と黒い部分があるので、一般的な食用貝と区別しやすい。煮物としても食用にされるが、少し加熱しただけでは非常に硬いので、柔らかく煮るには圧力釜などが必要で、蒸し器で蒸す場合も2時間程度を要する。硬さのため、焼き物には向かないが、軽く火を通すバター焼きに調理されることもある。
貝殻は古くは螺鈿の材料として重宝され、産業的多産地としてはフィリピン諸島、アンダマン諸島、ニコバル諸島などがあり、日本では奄美群島、沖縄諸島、先島諸島が産地として知られる。

### 利用史

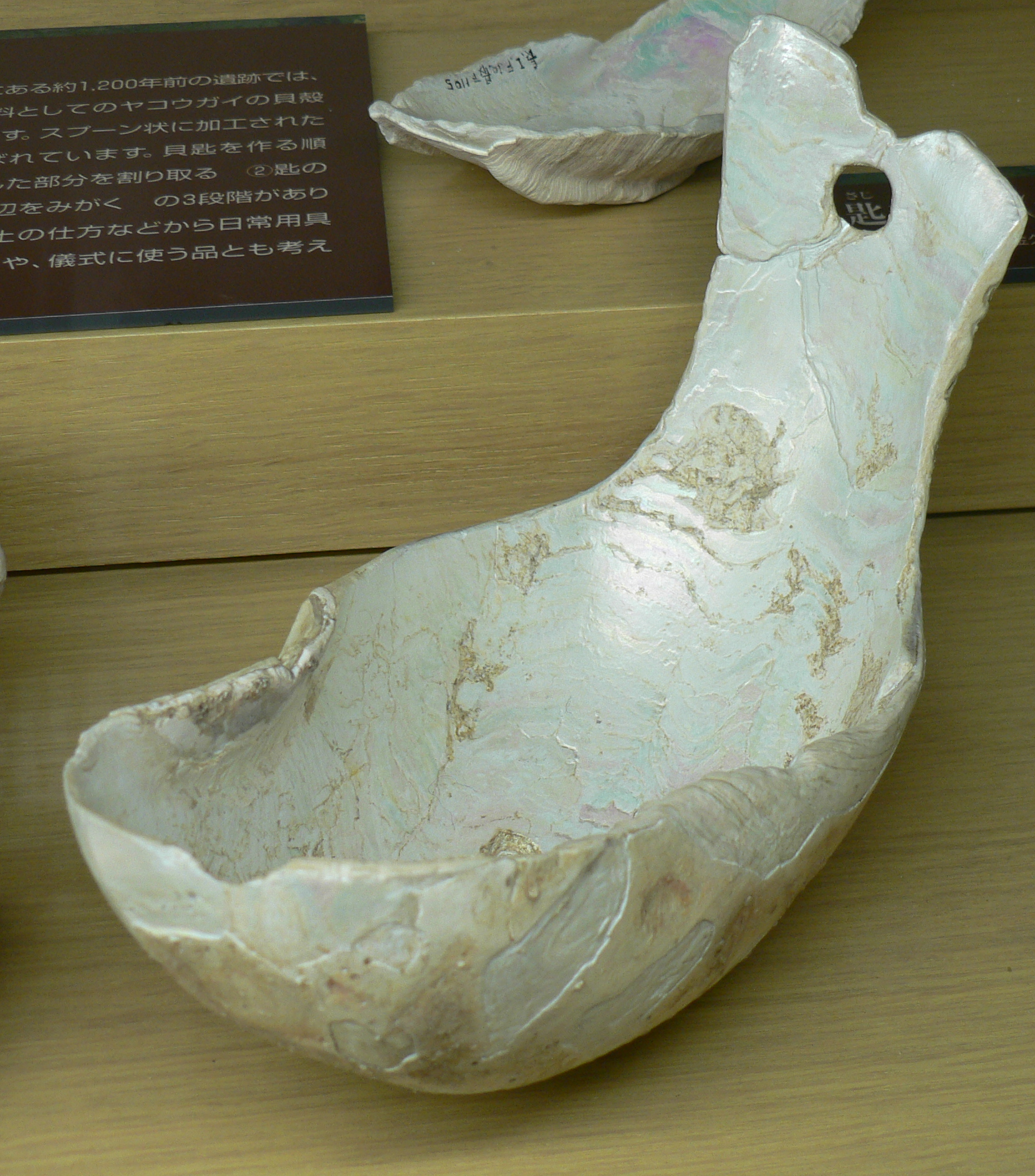
ヤコウガイから作られた古代の貝匙。小湊フワガネク遺跡出土。

ヤコウガイは、先史時代からすでに食用として軟体部が利用されている。ヤコウガイはその美しさゆえ古くから工芸品に使われており、平螺鈿背八角鏡など、正倉院の宝物にも螺鈿として用いられている。ヤコウガイから加工できる螺鈿（）素材は最大で5cm×15cmほどになり、温帯・亜寒帯域で捕獲できる螺鈿（）素材の貝よりもはるかに大きいパーツが取れる利点から珍重された。また、土盛マツノト遺跡、用見崎遺跡、小湊フワガネク遺跡（いずれも奄美市）などといった6 - 8世紀の遺跡からヤコウガイが大量に出土している。こうした大量出土の遺跡のほとんどは奄美大島北部に集中しているが、その貝殻の量は先史時代の遺跡と比べ圧倒的に多いため単なる食料残滓（）の廃棄とは考えにくく、加えて貝殻集積の周辺部分より貝匙（）の破片も出土していることから、貝殻は原料確保としての集積の可能性が考えられる。あるいは、平安時代以降、ヤコウガイは、螺鈿（）や酒盃（）などとして、日本本土で多く消費されているが、その供給地としての役割をこれらの遺跡付近の地域が果たしていたことも考えられる。